# Mansplaining
Ne doit pas être confondu avec Manspreading.

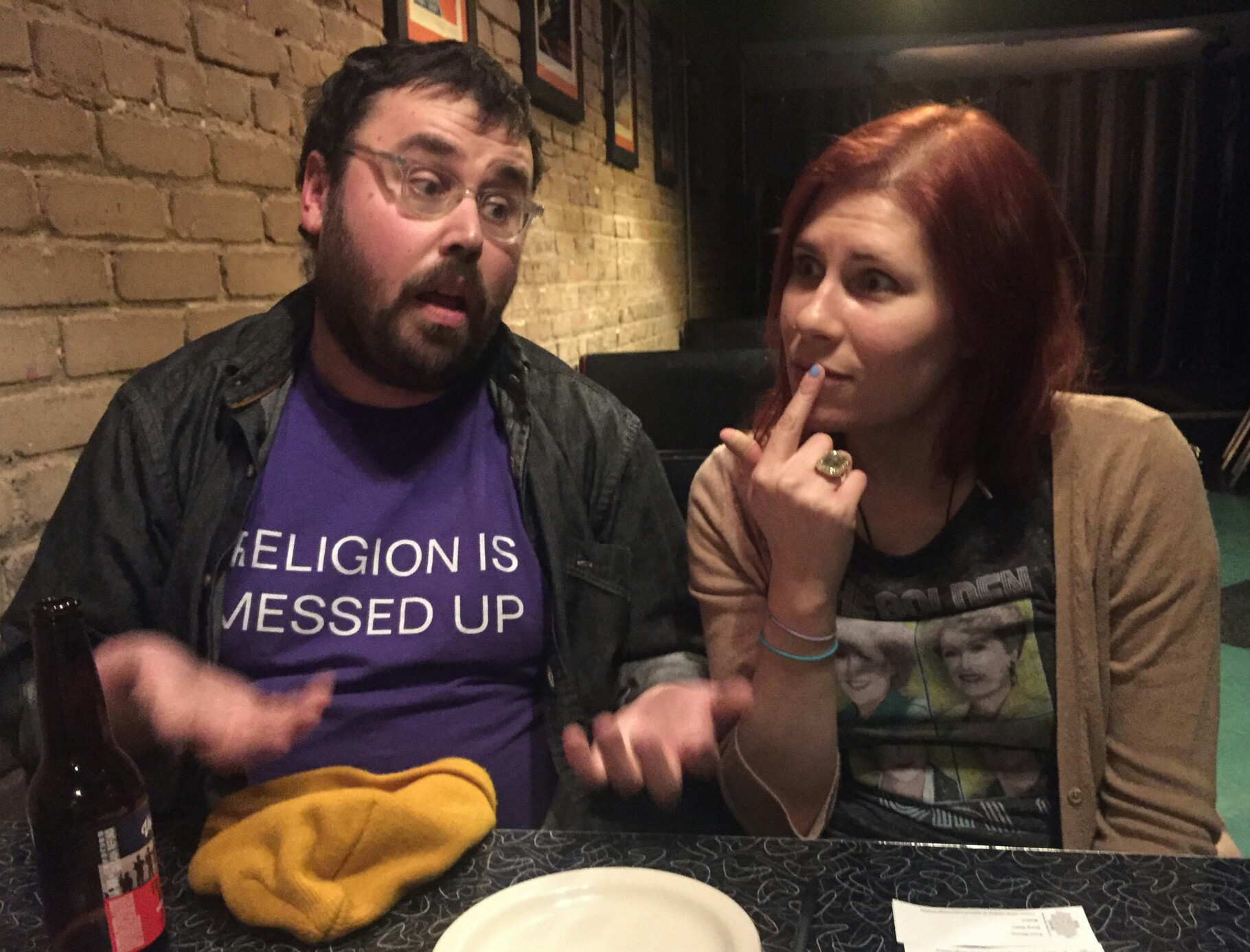
‍‍‍‍‍

Le mansplaining (de l'anglais « man », « homme », et « explaining », « explication ») est une situation dans laquelle un homme explique à une femme quelque chose qu'elle sait déjà, voire dont elle est experte, souvent sur un ton paternaliste ou condescendant,.
Le terme est apparu en 2008 aux États-Unis dans un article de Rebecca Solnit publié sur le site TomDispatch. L’article, intitulé Ces hommes qui m’expliquent la vie, raconte comment un homme a voulu lui expliquer le sens d'un livre, sans l'écouter quand elle disait en être l'autrice. Elle voit dans ce phénomène une combinaison d'excès de confiance et d'ignorance de la part de l'interlocuteur.
Lily Rothman, du magazine The Atlantic, définit cette notion comme une explication, souvent donnée par un homme à une femme, qui ne prend pas en compte le fait que la personne qui reçoit l'explication en sait plus que celui qui la donne. Pour le site Madmoizelle, il s'agit d'un homme expliquant à une personne concernée, alors que lui-même n'est pas affecté par la question, ce qu'elle doit faire ou penser, sans prendre en compte le vécu personnel de son interlocutrice.
Des équivalents en français ont été proposés : mecsplication en France et en Belgique, pénispliquer au Québec ; mais aucune forme ne s'est imposée.

## Concept

### Histoire
Il s'agit d'un mot-valise qui tire son étymologie des mots anglais man (« homme ») et explaining (« qui explique »).
Le terme « splaining » et le verbe « splain » en anglais existent depuis 1989 et décrivent en général des explications condescendantes qu'elles soient courtes ou étendues. Dès lors, le terme a connu plusieurs préfixes se référant à la personne qui fait l'explication. Le terme « mansplaining » est celui qui est le plus communément utilisé et serait apparu en 2008 après la publication d'un article de l'écrivaine Rebecca Solnit dans le Los Angeles Times, où elle racontait comment son interlocuteur lui avait longuement parlé d'un livre, sans qu'elle ne parvienne à lui expliquer qu'elle en était l'auteure,. Elle n'utilise pas le terme mansplaining mais décrit le phénomène comme quelque chose que toutes les femmes connaissent, et les premières occurrences du mot apparaissent sur Internet à ce moment-là.
À l'occasion de la publication en français en 2018 de son livre Ces hommes qui m’expliquent la vie, Rebecca Solnit déclare que « tandis que j’hésitais toujours à en faire usage, une jeune étudiante à l’université de Berkeley m’a fait remarquer que ce mot était important, voire précieux, parce qu’il permettait de nommer une expérience qu’elle - comme beaucoup d’autres - avait connue. Nommer, identifier ce phénomène permet de comprendre que c’est un schéma, un syndrome, pas seulement une expérience personnelle malheureuse. Diagnostiquer un mal est la première étape nécessaire pour commencer à l’endiguer. Je suis heureuse d’y avoir contribué. Désormais je valide le terme - quand il est employé à bon escient, bien sûr - sans toutefois l’utiliser souvent »,,.
Au départ, le terme est devenu populaire sur les blogs féministes et est devenu courant au fil du temps. En 2010, il est apparu dans la liste des « mots de l'année » dans le The New York Times, il a également été nommé pour le mot le plus créatif par l’American Dialect Society en 2012 et a été ajouté en 2014 dans le dictionnaire en ligne Oxford Dictionaries.

### Variantes et termes associés
Le « gaysplaining » est une version du mansplaining spécifique aux homosexuels. 
Certains considèrent qu'il existe un comportement symétrique qu'on peut nommer « womansplaining ». Dans une discussion entre femmes et hommes, ce terme désigne le comportement d'une femme qui se considère de par son genre comme détenant la vérité sur un ou plusieurs sujets abordés,. L'emploi du terme womansplaining se fait aussi dans une discussion lorsqu'un interlocuteur juge que son point de vue est dévalorisé parce qu'il est un homme. Il a été employé avec ce sens par le sénateur libéral Mitch Fifield (en) lors d'un débat au Sénat australien en 2016. Selon certaines personnes, le mot « womansplaining » nierait le problème sexiste à l'origine du mansplaining.
Le concept est à mettre en relation avec d'autres termes comme ceux de « manspreading » ou « manslamming », qui font référence à la place occupée par les hommes dans l'espace public, ou encore de manterrupting, tendance d'un homme à couper la parole aux femmes plus souvent que l'inverse.

## Exemples
Le journal The Atlantic cite comme exemple historique de « mansplaining » les propos du théologien Lyman Abbott, lequel affirmait que les femmes ne voulaient pas du droit de vote, en dépit de la montée des mouvements suffragistes.
Un exemple historique plus récent est celui de Ronald Reagan expliquant, en 1980 lors du débat pour la présidence face à Jimmy Carter, que la discrimination en matière d'emploi était dans l'intérêt des femmes.

## Critiques
Une critique dans les milieux féministes du mot mansplaining est que l'utilisation de mots-valises de ce genre permet d'avoir une expression toute simple, qui ne pousse pas à la réflexion sur pourquoi le phénomène existe. De plus, accuser son adversaire de mansplaining permet de couper court à tout débat sous prétexte de sexisme. Enfin, l'idée de « mansplaining » semble empêcher de réfléchir plus largement aux oppressions au-delà du dualisme homme-femme.
Un autre reproche couramment évoqué est l'utilisation de néologismes très fréquents sur les réseaux sociaux, mais peu dans les médias et le quotidien, et qui simplifient une réalité plus complexe.